# Las rinde el sueño
Le sommeil les vainc
L'eau-forte Las rinde el sueño (en français Le sommeil les vainc) est une gravure de la série Los caprichos du peintre espagnol Francisco de Goya. Elle porte le numéro 34 dans la série des 80 gravures. Elle a été publiée en 1799.

## Interprétations de la gravure
Il existe divers manuscrits contemporains qui expliquent les planches des Caprichos. Celui qui se trouve au Musée du Prado est considéré comme un autographe de Goya, mais semble plutôt chercher à dissimuler et à trouver un sens moralisateur qui masque le sens plus risqué pour l'auteur. Deux autres, celui qui appartient à Ayala et celui qui se trouve à la Bibliothèque nationale, soulignent la signification plus décapante des planches.
- Explication de cette gravure dans le manuscrit du Musée du Prado :
¿Que han de hacer sino dormir los frailes y monjas, después de borrachos y estragados allá en sus conventos?.
(Qu'ont-ils donc à faire que dormir les frères et les sœurs, après s'être enivrés et s'être débauchés là-bas dans leurs couvents ?)[2].

- Manuscrit de Ayala :
No hay que despertarlas, tal vez el sueño es la única felicidad de los desdichados.
(Il ne faut pas les réveiller, car le sommeil est l'unique félicité des malheureux)[2].

- Manuscrit de la Bibliothèque nationale :
Los frailes suelen entrar de noche en los conventos de monjas y se entregan a toda relajación con ellas, hasta que las rinden y las coge el sueño.
(Les frères ont l'habitude d'entrer de nuit dans les couvents des sœurs et se livrent à toute sorte de débauches jusqu'à ce que le sommeil les gagne et les emporte)[2].

## Technique de la gravure

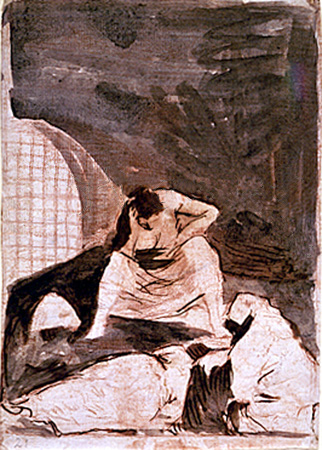
Dessin préparatoire.

L'estampe mesure 214 × 152 mm sur une feuille de papier de 306 × 201 mm.
Goya a utilisé l'eau-forte et l'aquatinte.
Le dessin préparatoire est à la sanguine et à l'encre de Chine. En bas à gauche, il porte l'inscription au crayon « 21 ». Le dessin préparatoire mesure 191 × 136 mm.

## Catalogue
- Numéro de catalogue G02122 de l'estampe au Musée du Prado.
- Numéro de catalogue D04363 du dessin préparatoire au Musée du Prado.